# Karl Babor
Pour les articles homonymes, voir Babor (homonymie).
Karl Babor (1918-1964) est un nazi, médecin SS du Troisième Reich, officiant dans le camp de Gross-Rosen avec le grade de Hauptsturmführer. Il était spécialiste de l'assassinat à la seringue de phénol.

## Biographie
Médecin diplômé, Karl Babor devint membre du parti nazi (carte no 6 242 838) et SS (carte no 296 670). En novembre 1941, il devient médecin au camp de concentration de Gross-Rosen et, comme Friedrich Entress, chargé de l'exécution des détenus atteints du typhus par injection de phénol et d’acide prussique. Ces deux médecins sont décorés de la croix du Mérite de guerre de 2e classe pour leur contribution à la lutte contre l'épidémie de typhus.
En 1945, il est arrêté et emprisonné par des Français, passant quelques mois dans un camp avant de regagner Vienne en Autriche. Il y termine ses études[réf. nécessaire] sans être inquiété jusqu'en 1952, date à laquelle il est reconnu par d'anciens déportés de Gross-Rosen. Préférant fuir, il quitte Vienne et l'Autriche et on le retrouve plus tard en Éthiopie. Entre-temps, sa femme, retournée en Allemagne, décide de le dénoncer, contactant Simon Wiesenthal, qui alerte la presse mondiale (1963).
Il meurt sans avoir été poursuivi par la justice : tué par balle, son cadavre sera retrouvé en janvier 1964 dans une rivière infestée de crocodiles. Il fut inhumé à Addis-Abeba.